# Mechtild Gomolla
Mechtild Gomolla ist eine deutsche Erziehungswissenschaftlerin. Sie ist auf den Bereich der Erziehung und Bildung in der Migrationsgesellschaft (Interkulturelle Pädagogik) spezialisiert.

## Leben
Nach dem Studium der Psychologie, Soziologie und Pädagogik an der Universität Bielefeld (Abschluss: Diplom-Psychologin) war Mechtild Gomolla von 1995 bis 1997 wissenschaftliche Mitarbeiterin am Zentrum für Lehrerbildung der Universität Bielefeld im DFG-Projekt „Institutionalisierte Diskriminierung“ (Leitung: Frank-Olaf Radtke). 2003 wurde sie an der Universität Münster promoviert. Die von Marianne Krüger-Potratz betreute Dissertation über Formen der Schulentwicklung mit Bezug auf die Erfordernisse in der Migrationsgesellschaft wurde durch ein Stipendium der Hans-Böckler-Stiftung im Promotionskolleg „Europäische Integration“ an der Universität Osnabrück gefördert.
Nach der Promotion war Mechtild Gomolla wissenschaftliche Mitarbeiterin im Arbeitsbereich der interkulturellen und vergleichenden Bildungsforschung an der Universität Münster. Sie war Vertretungsprofessorin an der Universität Paderborn und der Goethe-Universität Frankfurt und von 2009 bis 2022 Professorin für Erziehungswissenschaft, insbesondere interkulturelle und vergleichende Bildungsforschung an der Helmut-Schmidt-Universität Hamburg. Seit Oktober 2022 ist sie Professorin für Interkulturelle Pädagogik und Bildungsgerechtigkeit im Institut für Erziehungswissenschaft mit Schwerpunkt in außerschulischen Feldern an der Pädagogischen Hochschule Karlsruhe.
Ihre Forschungsschwerpunkte sind u. a.: Bildungsungleichheit, Rassismus und (institutionelle) Diskriminierung in der Migrationsgesellschaft; Voraussetzungen und Prozesse einer rassismus- und diskriminierungskritischen Professionalisierung und Institutionenentwicklung; normative Grundlagen, Theorien und Konzepte pädagogischen Handelns in der (Post-)Migrationsgesellschaft.
Mechtild Gomolla ist Vertrauensdozentin der Hans-Böckler-Stiftung und gehört verschiedenen Experten- und Expertinnengremien (u. a. Rat für Migration e.V.) und wissenschaftlichen Beiräten an.

## Schriften (Auswahl)
- Zwischen Aufbruch und Stagnation. Frauen und Aikido. Pfaffenweiler 1997, ISBN 3-8255-0077-2.
- mit Frank-Olaf Radtke: Institutionelle Diskriminierung. Die Herstellung ethnischer Differenz in der Schule. 3. Aufl. Wiesbaden 2009 (erstmals erschienen 2022), ISBN 978-3-531-16642-1.
- Schulentwicklung in der Einwanderungsgesellschaft. Strategien gegen institutionelle Diskriminierung in England, Deutschland und in der Schweiz. Münster 2005, ISBN 3-8309-1520-9.
- mit Sara Fürstenau (Hrsg.): Migration und schulischer Wandel: Unterricht. Wiesbaden 2009. ISBN 978-3-531-15376-6.
- mit Sara Fürstenau (Hrsg.): Migration und schulischer Wandel: Elternbeteiligung. Wiesbaden 2009. ISBN 978-3-531-15378-0.
- mit Sara Fürstenau (Hrsg.): Migration und schulischer Wandel: Mehrsprachigkeit. Wiesbaden 2011. ISBN 978-3-531-15381-0.
- mit Paul Mecheril, Inci Dirim, Sabine Hornberg und Krassimir Stojanov (Hrsg.): Spannungsverhältnisse. Assimilationsdiskurse und interkulturell-pädagogische Forschung. Münster 2010. ISBN 978-3-8309-2130-1.
- mit Sara Fürstenau (Hrsg.): Migration und schulischer Wandel: Leistungsbeurteilung. Wiesbaden 2012. ISBN 978-3-531-15380-3.
- mit Dorothee Schwendowius und Ellen Kollender: Qualitätsentwicklung von Schulen in der Einwanderungsgesellschaft: Evaluation der Lehrerfortbildung zur interkulturellen Koordination (2012-2014). Veranstaltet vom Landesinstitut für Lehrerbildung und Schulentwicklung (LI) Hamburg in Kooperation mit dem Projekt‚ Beratung, Qualifizierung, Migration’ (BQM). Hamburger Beiträge zur Erziehungs- und Sozialwissenschaft, 16 (2016). http://edoc.sub.uni-hamburg.de/hsu/volltexte/2016/3139/. ISBN 978-3-86818-087-9.
- mit Ellen Kollender und Marlene Menk (Hrsg.): Rassismus und Rechtsextremismus in Deutschland. Figurationen und Interventionen in Gesellschaft und staatlichen Institutionen. Weinheim 2018. ISBN 978-3-7799-3486-8.
- unter Mitarbeit von Sonja Langheinrich und Bettina Bello: Qualitätsentwicklung von Schulen in der Migrationsgesellschaft: Evaluation der Lehrer_innenfortbildung zur Interkulturellen Koordination – Teil II (2014–2016). Veranstaltet vom Landesinstitut für Lehrerbildung und Schulentwicklung (LI) Hamburg in Kooperation mit der Koordinierungsstelle Weiterbildung und Beschäftigung KWB e.V./BQM. Hamburger Beiträge zur Erziehungs- und Sozialwissenschaft, 17 (2019). http://edoc.sub.uni-hamburg.de/hsu/volltexte/2019/3239/. ISBN 978-3-86818-098-5.
- mit Ellen Kollender, Christine Riegel und Wiebke Scharathow (Hrsg.): Diversitäts- und Antidiskriminierungskonzepte im Feld von Schule und Migration – Erfordernisse, Spannungen und Widersprüche. Schwerpunktheft der Zeitschrift für Diversitätsforschung und -management (ZDfm), H. 1+2 (2019).